# ブーシャーヴィル

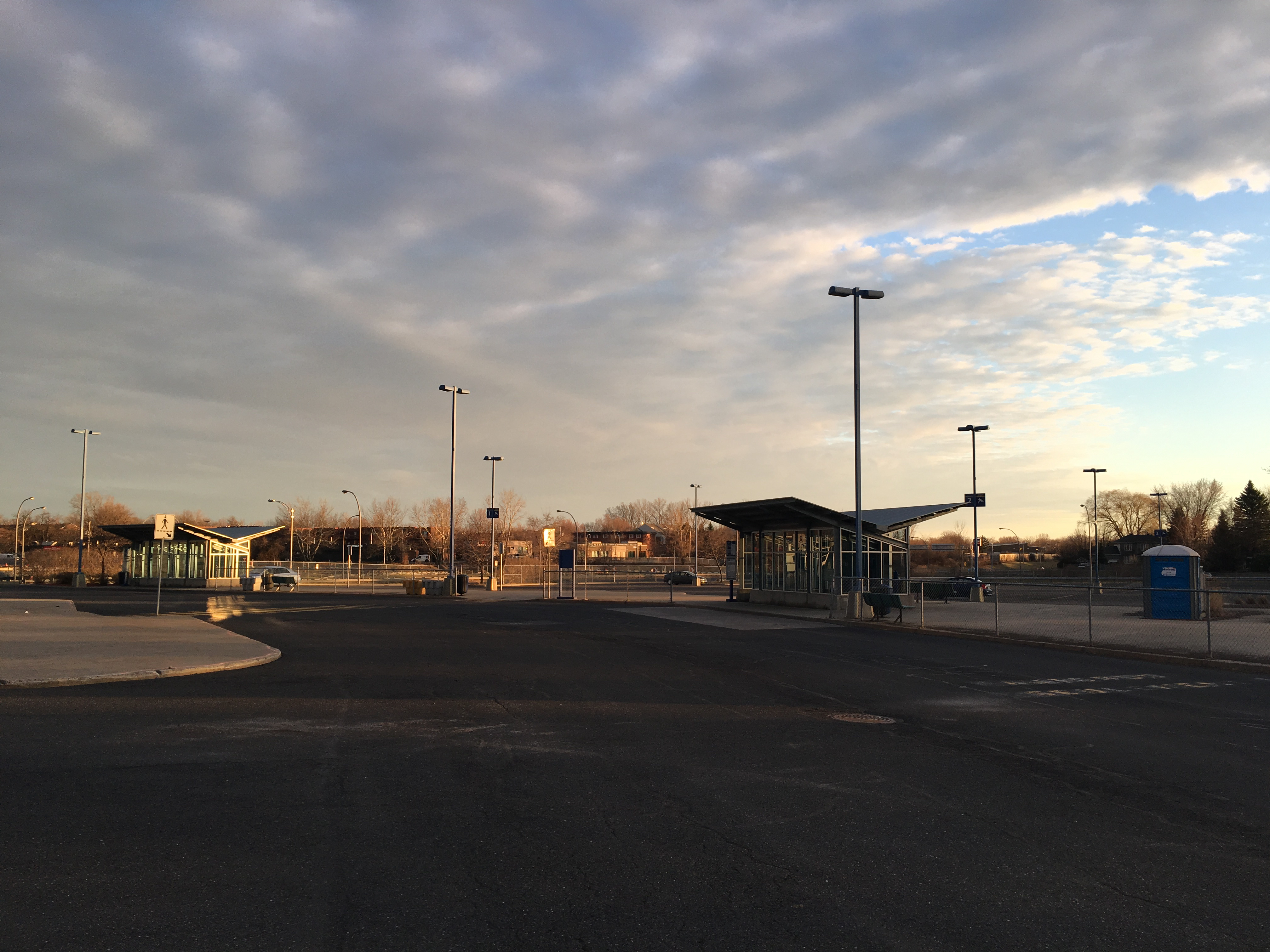
市内の駐車場

ブーシャーヴィル（Boucherville）は、カナダのケベック州のモンテレジー地域にある都市。2021年の統計で人口は41,743人、面積は71.02平方キロメートル。

## 地域
西はセントローレンス川に面している。

## 歴史
ブーシャーヴィルは1667年にフランスのモルターニュ・オー・ペルシュ出身のピエール・ブーシャーにより教区として作られ、1670年に町となった。

## 地域
- Harmonie
- Quartier
- Old Boucherville

## 経済
コンピューター販売会社ローナの本部がある。